# Francis Douglas (1er baron Douglas de Barloch)
Francis Campbell Ross Douglas (21 octobre 1889-30 mars 1980), est un journaliste, avocat et homme politique du Parti travailliste britannique.

## Biographie
Douglas fait ses études à l'Université de Glasgow et devient associé de Douglas & Company, un cabinet d'avocats, et travaille également comme journaliste. Membre du conseil d'arrondissement de Battersea, il est maire de Battersea en 1922-1923 .
Après s'être présenté en vain à Yeovil en 1929, il est élu député pour Battersea Nord à une élection partielle en 1940, un siège qu'il occupe jusqu'en 1946, et est Secrétaire parlementaire privé du président du Conseil de Éducation de 1940 à 1945 et ministre de l'Intérieur de 1945 à 1946, James Chuter Ede.
Il est un partisan de l'évaluation de la valeur des terres et en 1936 écrit un livre, révisé en 1961, "pour présenter un résumé concis des arguments économiques en faveur de l'évaluation de la valeur des terres" .
En 1946, Douglas démissionne de la Chambre des communes après avoir été nommé gouverneur de Malte, où il reste jusqu'en 1949. Douglas est nommé KCMG en 1947 et en 1950, il est élevé à la pairie en tant que baron Douglas de Barloch, de Maxfield dans le comté de Sussex. Il est également membre du Public Works Loan Board de 1936 à 1946 et du Railway Assessment Committee de 1938 à 1946 et est président du Comité des finances du London County Council de 1940 à 1946. Après avoir été élevé à la pairie, il est vice-président de la Chambre des lords.
Il meurt en mars 1980, à l'âge de 90 ans. Le titre s'éteint à sa mort.